# Zhu Zhenzhen
Dit is een Chinese naam; de familienaam is Zhu.
Zhu Zhenzhen (15 augustus 1989) is een linkshandige rolstoeltennisspeelster uit China. In augustus 2022 bereikte zij haar hoogste positie op de wereldranglijst, de vierde plaats.

## Medische voorgeschiedenis
Zhu kreeg osteomyelitis toen zij twee jaar oud was – daardoor kon zij niet meer lopen. Op haar zestiende ging zij rolstoeltennis spelen.

## Loopbaan

### 2007
Zhu nam in mei 2007 voor het eerst deel aan een internationaal toernooi, het Japan Open in Fukuoka – in het enkelspel verloor ze haar openingspartij, maar in het dubbelspel (samen met landgenote Zhang Ying) won zij in de eerste ronde, waarna zij in de tweede ronde verloor van Lucy Shuker (VK) en de Nederlandse Sharon Walraven.

### 2015 – 2016
Pas in november 2015 verscheen Zhu opnieuw op het internationale toneel. Op het Metropolitan Open in Sydney won zij haar eerste enkelspeltitel, alsmede haar eerste dubbelspeltitel (samen met landgenote Huang Huimin). In 2016 won zij zeven enkel- en acht dubbelspeltitels. Samen met Huang vertegenwoordigde zij China bij de World Team Cup – zij bereikten de finale, die zij verloren van het Nederlandse team Marjolein Buis en Jiske Griffioen. Later dat jaar nam zij deel aan de Paralympische Zomerspelen in Rio de Janeiro – zij won onder meer van Kgothatso Montjane en bereikte daarmee de kwartfinale, die zij verloor van Aniek van Koot; in het dubbelspel verloor zij haar openingspartij, met Huang Huimin aan haar zijde.

### 2017 – 2019
In 2017 speelde Zhu geen individuele toernooien (noch in enkel- noch in dubbelspel). Wel nam zij weer deel aan de World Team Cup, ook nu met Huang – weer bereikten zij de finale en weer kwamen zij tegenover de Nederlandse dames te staan (Aniek van Koot en Diede de Groot); deze keer wisten zij hen te onttronen.
In 2018 won zij één enkel- en drie dubbelspeltitels. Opnieuw met Huang deelnemend aan de World Team Cup, dit jaar in Apeldoorn, troffen zij opnieuw het Nederlandse team in de finale – dit keer trokken Diede de Groot en Aniek van Koot aan het langste eind.
In 2019 won zij 11 enkelspeltitels, waaronder het Belgian Open van categorie 1 – op weg naar de finale versloeg zij haar dubbelspelmaatje Huang Huimin en in de finale was zij te sterk voor Marjolein Buis. Ook bij haar zeven dubbelspeltitels is die op het Belgian Open vermeld, samen met Huang – zij versloegen onder meer het als eerste geplaatste Duitse koppel Sabine Ellerbrock en Katharina Krüger, en in de finale het Nederlandse duo Marjolein Buis en Michaela Spaanstra (het tweede reekshoofd). Tijdens de World Team Cup kwamen Huang en Zhu niet uit de groepsfase – in de totale einduitslag werden zij vijfde. In november 2019 bereikte Zhu de vijfde positie op de wereldranglijst in het enkelspel.

### 2020 – 2022
Op het Melbourne Wheelchair Tennis Open van categorie 1 wonnen Zhu en Huang de dubbelspeltitel, met winst op het Nederlandse team Jiske Griffioen en Aniek van Koot in de halve finale, en in de finale Kgothatso Montjane (Zuid-Afrika) en Lucy Shuker (VK). Omdat zij intussen tot de top-acht behoorde, mocht Zhu meedoen aan het Australian Open – in de eerste ronde van het enkelspel versloeg zij de als eerste geplaatste Nederlandse titelverdedigster Diede de Groot; in het dubbelspel nam zij deel aan de zijde van Marjolein Buis, maar zij verloren hun openingspartij.
In november 2021 bereikte zij, samen met de Japanse Momoko Ohtani, de dubbelspelfinale van het officieus wereldkampioenschap – zij verloren die van het Nederlands koppel Diede de Groot en Aniek van Koot.
In 2022 nam Zhu aan drie van de vier grandslamtoernooien deel. In augustus bereikte zij de vierde plaats van de wereldranglijst, zowel in het enkel- als in het dubbelspel. Op het ITF-circuit won zij dat jaar vijf titels in het enkelspel en negen in het dubbelspel – met name op het Swiss Open Geneva en het Belgian Open (toernooien van de hoogste categorie ITF-1) won zij zowel het enkelspel als het dubbelspel (samen met de Japanse Manami Tanaka).

## Persoonlijk
Zhu spreekt geen Engels. De Nederlandse Marjolein Buis, die met haar uitkwam in het dubbelspel van het Australian Open 2020, gebruikte daarom voor de wedstrijd Google translate om enkele zaken met Zhu af te stemmen, maar tijdens de wedstrijd was het onmogelijk tactische dingen te bespreken.

## Resultaten grandslamtoernooien
| Legenda | Legenda                          |
| ------- | -------------------------------- |
| g.t.    | geen toernooi gehouden           |
| l.c.    | lagere categorie                 |
| –       | niet deelgenomen                 |
| G       | uitgeschakeld in de groepsfase   |
| 1R      | uitgeschakeld in de eerste ronde |
| 2R      | uitgeschakeld in de tweede ronde |
| 3R      | uitgeschakeld in de derde ronde  |
| 4R      | uitgeschakeld in de vierde ronde |
| KF      | uitgeschakeld in de kwartfinale  |
| HF      | uitgeschakeld in de halve finale |
| F       | de finale verloren               |
| W       | het toernooi gewonnen            |
| w-v     | winst/verlies-balans             |

### Enkelspel
- De kwartfinale was tot 2023 doorgaans de eerste ronde.

| toernooi        | 2020 |    | 2022 | 2023 | 2024 | 2025 |
| --------------- | ---- | -- | ---- | ---- | ---- | ---- |
| Australian Open | HF   | KF | 2R   | 2R   | 1R   |      |
| Roland Garros   | –    | 1R | 1R   | F    | 1R   |      |
| Wimbledon       | g.t. | –  | KF   | 1R   |      |      |
| US Open         | –    | 1R | 1R   | g.t. |      |      |

### Dubbelspel
- De halve finale was tot 2023 doorgaans de eerste ronde.

| toernooi        | 2020 |    | 2022 | 2023 | 2024 | 2025 |
| --------------- | ---- | -- | ---- | ---- | ---- | ---- |
| Australian Open | HF   | HF | F    | HF   | F    |      |
| Roland Garros   | –    | HF | HF   | HF   | HF   |      |
| Wimbledon       | g.t. | –  | HF   | HF   |      |      |
| US Open         | –    | HF | HF   | g.t. |      |      |